# Carlos Roberto Telles Ribeiro
Carlos Roberto Telles Ribeiro (Recife, 5 de novembro de 1944) é um médico brasileiro.

## Formação
- Graduou-se em Medicina pela Universidade do Estado do Rio de Janeiro em 1969.
- Concluiu Residência Médica em Neurocirurgia no Hospital Distrital de Brasília.
- Fez doutorado e pós-doutorado  em Neurocirurgia na Freie Universität Berlin, na Alemanha.[1]

## Atuação profissional
- Professor da Universidade do Estado do Rio de Janeiro
- Chefe do Serviço de Neurologia e Clínica de Dor no Hospital Universitário Pedro Ernesto
- Fundador da Sociedade de Neurocirurgia do Cone Sul
- Fundador da Liga de Neurotraumatologia do Mercosul
- Membro efetivo em:
  - Liga Brasileira Contra a Epilepsia
  - Sociedade Alemão de Neurocirurgia
  - International Association for the Study of Pain.[1]

## Acadêmico
Foi eleito membro da Academia Nacional de Medicina em 2008, ocupando a Cadeira 70, da qual Antônio Cardoso Fontes é o patrono.